# Татарская Смыловка
Тата́рская Смыловка (тат. Татар Смыловкасы) — деревня в Муслюмовском районе Республики Татарстан, в составе Шуганского сельского поселения.

## Этимология названия
Топоним произошел от этнонима «татар» и ойконима «Смыловка».

## География
Деревня находится в верховьях реки Маладка, на границе с Республикой Башкортостан, в 19 км к юго-востоку от районного центра, села Муслюмово.

## История
Деревня основана в XIX веке. В дореволюционных источниках упоминается также под названием Новая Смыловка.
До 1861 года жители относились к категории государственных крестьян. Их основные занятия в этот период – земледелие и скотоводство, были распространены плотничный и лапотный промыслы.
В «Списке населенных мест по сведениям 1870 года», изданном в 1877 году, населённый пункт упомянут как деревня Новая Смыловка 4-го стана Белебеевского уезда Уфимской губернии. Располагалась при речке Ушаде, по левую сторону просёлочной дороги из Белебея в Мензелинск, в 145 верстах от уездного города Белебея и в 45 верстах от становой квартиры в деревне Курачева. В деревне, в 7 дворах жили 41 человек (21 мужчина и 20 женщин, татары), был поташный завод. Жители занимались плетением лаптей и плотничеством.
По сведениям начала XX века – хлебозапасный магазин. В этот период земельный надел сельской общины составлял 34 десятины.
До 1920 года деревня входила в Ново-Шуганскую волость Мензелинского уезда Уфимской губернии. С 1920 года в составе Мензелинского кантона ТАССР. 
В 1929 году в деревне организован колхоз «Новая жизнь».
С 10 августа 1930 года – в Муслюмовском, с 1 февраля 1963 года – в Сармановском, с 12 января 1965 года в Муслюмовском районах.

## Население
| 1870 | 1920 | 1926 | 1938 | 1949 | 1958 | 1970 | 1979 | 1989 | 2002 | 2010 | 2017 |
| ---- | ---- | ---- | ---- | ---- | ---- | ---- | ---- | ---- | ---- | ---- | ---- |
| 41   | 89   | 161  | 144  | 145  | 137  | 93   | 58   | 76   | 39   | 18   | 26   |

Национальный состав села: татары.

## Экономика
Жители занимаются полеводством, молочным скотоводством, пчеловодством.